# 七瀬なな
七瀬 なな（ななせ なな、2000年〈平成12年〉1月27日 - ）は、日本の女優、グラビアモデル、元レースクイーン。
福井県出身。アイズ所属。
なお、2021年から2023年にかけてアイドルグループ「OS☆K」のメンバーだった七瀬ななや2022年から2023年にかけてアイドルグループ「Metaphoria」のメンバーだった七瀬ななとは、同姓同名の別人である。

## 略歴
2021年のスーパー耐久に「TRACY Queens」としてスポット参加した後、翌2022年のSUPER GTに「Pacific Fairies」として参加し、PACIFIC CARGUY Racing（9号車）のレースクイーンを担当した結果、同年の日本レースクイーン大賞において新人部門グランプリに選ばれる。
2023年も引き続きPacific Fairiesを務める傍ら、格闘技イベント『RISE』においてラウンドガールに相当する「R-1SE Force」としても活動し、翌2024年度も引き続きR-1SE Forceを務める。
2024年のSUPER GTにおいては、GT500クラスのサブスポンサーZENTの「ZENT sweeties」の一員として松田蘭と共に活動し、300クラスのPACIFIC CARGUY RacingからTGR TEAM KeePer CERUMO（38号車）へ移行した。また、スーパー耐久とフォーミュラ・ドリフト・ジャパンに参戦するエヴァンゲリオンレーシングのレースクイーンとして「真希波・マリ・イラストリアス」役を担当し、アイズでの先輩にしてRISEでも共働した霧島聖子からバトンを受け継いだ。
2024年11月15日、レースクイーンからの引退および2025年から女優として活動することを、自身のInstagramにて発表する。

## 人物
- 小学校時代は器械体操を習っており、アクロバットが得意である[3]。
- 趣味は旅行、ホットヨガ、映画鑑賞[3]。
- 好きな食べ物はお魚、嫌いな食べ物はアボカド[3]。
- 子供の頃、父と一緒に鈴鹿サーキットにてレースを観戦した際には、「すごく音が大きくて泣いてしまった」という[9]。その後、同所にて行われた2023年のSUPER GT第3戦[注 2]の決勝を経た後には、「ショッキングなレースだった」と述べている[20]。

## レースクイーン歴
| 年     | カテゴリー                       | チーム名                                 | エントラント                             | 他メンバー                                                      | 出典   |
| ------ | -------------------------------- | ---------------------------------------- | ---------------------------------------- | --------------------------------------------------------------- | ------ |
| 2021年 | スーパー耐久                     | TRACY Queens                             | TRACY SPORTS with DELTA （ST-1/ST-3）    | 泉夢花 恵麻 早坂まりな                                          | [ 8 ]  |
| 2022年 | SUPER GT                         | Pacific Fairies                          | PACIFIC CARGUY Racing （GT300）          | 川瀬もえ、益田アンナ 名取くるみ、広瀬晏夕 小林ソラ              | [ 21 ] |
| 2023年 | SUPER GT                         | Pacific Fairies                          | PACIFIC CARGUY Racing （GT300）          | 名取くるみ、佐々木萌香 水神きき、八伏紗世 中山亜美              | [ 11 ] |
| 2024年 | SUPER GT                         | ZENT sweeties                            | TGR TEAM KeePer CERUMO （GT500）         | 松田蘭                                                          | [ 14 ] |
| 2024年 | フォーミュラ・ドリフト・ジャパン | エヴァンゲリオンレーシングレースクイーン | GOODRIDE MOTORSPORTS & EVANGERION RACING | 赤城ありさ（綾波レイ役） 松田彩花（式波・アスカ・ラングレー役） | [ 15 ] |
| 2024年 | スーパー耐久                     | エヴァンゲリオンレーシングレースクイーン | Audi Team SHOW APEX （ST-TCR）           | 赤城ありさ（綾波レイ役） 松田彩花（式波・アスカ・ラングレー役） | [ 16 ] |

## 出演

### 雑誌グラビア
- 集英社「週刊プレイボーイ」 2023年5月22日号ソログラビア6P掲載[22]
- 三栄「ギャルズパラダイス 2022 日本レースクィーン大賞特集編」表紙・グラビア[3]
- 講談社「FRIDAY」2024年4月5日・12日号 グラビア5P掲載[1]

### イベント
- 東京オートサロン 2022 車工房ブースコンパニオン[共演 1]
- 東京ゲームショウ2022 日本工学院ブースコンパニオン[共演 2]
- 東京オートサロン2024 シバタイヤブースコンパニオン[共演 3]

### イメージガール
- JAPAN POKER FESTIVAL ポーカークィーン[26]

### ラウンドガール
| 年     | 大会名 | ユニット名  | 他メンバー                                                                               |
| ------ | ------ | ----------- | ---------------------------------------------------------------------------------------- |
| 2023年 | RISE   | R-1SE Force | 桜りん、高橋凛、大貫彩香、宮原華音、霧島聖子、ぽぽちゃん、セラ                           |
| 2024年 | RISE   | R-1SE Force | 桜りん、セラ、ぽぽちゃん、川瀬もえ、名取くるみ、真木しおり、益田アンナ、松田彩花、村上楓 |
| 2025年 | RISE   | R-1SE Force | 桜りん、セラ、川瀬もえ、名取くるみ、真木しおり、益田アンナ                               |